# Ждановы (Архангельская область)
Ждановы — деревня в Холмогорском районе Архангельской области.

## География
Находится в центральной части Архангельской области на расстоянии приблизительно 1 км на север по прямой от села Емецк.

## История
Отмечена была в 1905 году как деревня Холмогорского уезда Архангельской губернии. До 2022 года входила в Емецкое сельское поселение до его упразднения.

## Население
Численность населения: 49 человек (1905 год), 102 (русские 97 %) в 2002 году, 75 в 2010.